# Bistum Tréguier

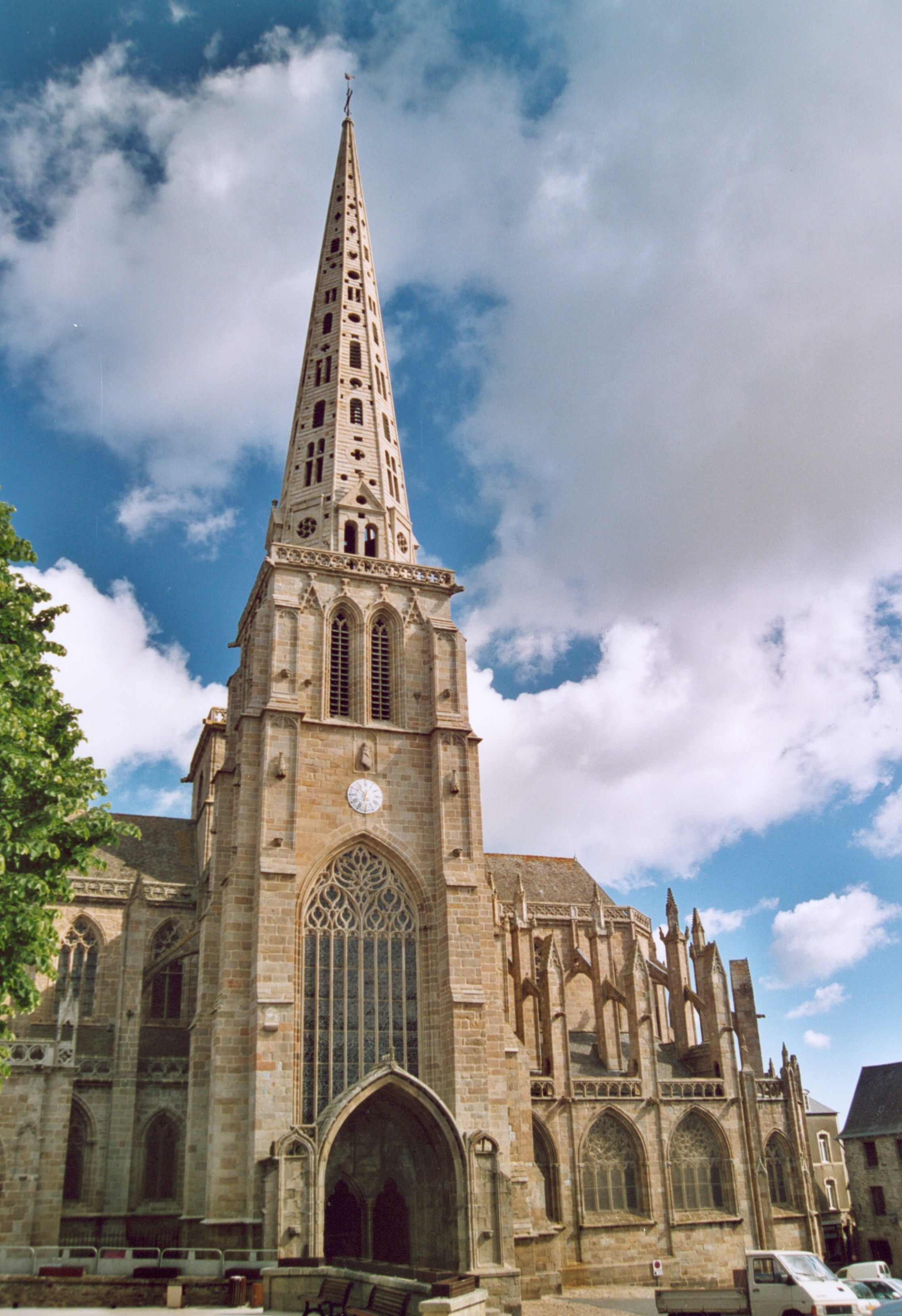
Die Kathedrale St. Tugdual von Tréguier

Das Bistum Tréguier (lateinisch Dioecesis Trecorensis) war eine in Frankreich gelegene römisch-katholische Diözese mit Sitz in Tréguier.

## Geschichte
Das Bistum Tréguier wurde im 6. Jahrhundert errichtet. Erster Bischof war Wilhelm I. (Guillaume Ier). 1649 wurde ein Priesterseminar errichtet. Das Bistum Tréguier war dem Erzbistum Tours als Suffraganbistum unterstellt.
Im Jahre 1761 umfasste das Bistum Tréguier 130 Pfarreien. Es war in zwei Archidiakonate unterteilt: Tréguier und Plougastel.
Am 29. November 1801 wurde das Bistum Tréguier infolge des Konkordates von 1801 durch Papst Pius VII. mit der Päpstlichen Bulle Qui Christi Domini aufgelöst und das Territorium wurde den Bistümern Saint-Brieuc und Quimper angegliedert.